# Montsaugeon
Montsaugeon è un comune francese di 85 abitanti situato nel dipartimento dell'Alta Marna nella regione del Grand Est.

## Storia

### Simboli
Lo stemma del comune è frutto di un'errata interpretazione: nel XVII secolo, l'emblema dei signori di Montsaugeon era di rosso, a  nove bisanti (burteaux) d'oro, che sono divenuti burelle (burelles).

## Società

### Evoluzione demografica
Abitanti censiti